# Jörgen Vilhem Bergsøe
Jörgen Vilhelm Bergsøe (Copenaghen, 8 febbraio 1835 – Copenaghen, 26 giugno 1911) è stato uno scrittore ed entomologo danese.
Bergsøe fu prima un entomologo, ma poi abbandonò questa attività per diventare scrittore. Venne in Italia dove scrisse alcuni romanzi, tra cui: Da Piazza del Popolo, un ciclo di novelle (1866), Novelle italiane (1874), Roma sotto Pio IX (1877).